# Digitaria fulva
Digitaria fulva là một loài thực vật có hoa trong họ Hòa thảo. Loài này được Bosser mô tả khoa học đầu tiên năm 1968.